# Decenvirato
El decenvirato fue una institución de la República romana, que tuvo lugar en el siglo V a. C. Se trata de una magistratura extraordinaria que dispone de poder consular, creada en el cuadro de la lucha entre patricios y plebeyos, y que reemplaza al colegio de cónsules. Una vez acabada su misión, el segundo colegio de decenviros trató de mantenerse (ilegalmente) en el poder, pero la magistratura fue abolida, permitiendo la vuelta de los cónsules a la cabeza del Estado.
Los decenviros tenían funciones judiciales o religiosas; puntualmente en este último aspecto, con el sacerdote que interpretaba los libros de la sibila. En un principio, los decenviros ejercieron la autoridad suprema, los cónsules quedaron sujetos a ésta y como contrapartida se eliminó la figura de los tribunos de la plebe.
La misión de los decenviros era redactar nuevas leyes para regular las relaciones entre los ciudadanos, normativa que tomó cuerpo en la Ley de las XII Tablas. En los dos años que se mantuvo, fue ocupada por dos colegios sucesivos. El primero, formado por patricios, fue presidido por Apio Claudio Craso y las leyes que redactó fueron inscritas en diez tablas.
El segundo, formado por patricios y plebeyos, y con la misma presidencia, fue menos efectivo, pues su labor se limitó a dos tablas; además, estuvo lastrado por ambiciones personales, y al término del año de su gobierno sus componentes se negaron a dimitir, como era normativo. Finalmente, el decenvirato cayó y se volvió al sistema tradicional del doble consulado.

## Contexto
La constitución del colegio de decenviros se produce después de una decena de años de agitación política en Roma. Los tribunos de la plebe denuncian la arbitrariedad de las decisiones de ciertos cónsules, que interpretan a su manera la ley oral, y reclaman desde el año 462 a. C. la puesta por escrito de los derechos de los cónsules. En efecto, en esta época, las leyes no están puestas por escrito en Roma, al contrario de lo que pasa en el mundo helenístico. Por tanto, su creación representa un momento culminante en la historia de la República.
El Senado romano, ante la presión de la plebe, que amenazaba con retirarse al Monte Sacro si no eran atendidas sus demandas, y ante el peligro inminente de una invasión de volscos y ecuos, decidió enviar a tres senadores a Grecia para estudiar lo que había llevado a cabo Solón en lo referente a los derechos de las minorías sin representación.

## Primer colegio
Al regreso de los senadores, se llegó a una solución de compromiso, nombrando una comisión de diez legisladores, (de ahí el nombre de decenviros), que bajo la presidencia de Apio Claudio, redactaron la Ley de las XII Tablas, la cual constituyó la base del Derecho Romano.
Según Dionisio de Halicarnaso, los decenviros fueron escogidos entre los patricios, pues el Senado estimaba que eran los únicos que podían proponer leyes. Pero este principio no es siempre aplicado por Tito Livio, ni por los Fastos capitolinos. Así, parece poco probable que el primer colegio haya estado formado solo por patricios; ciertos nombre, como Genucius o Minucius, según las fuentes, son plebeyos. Sin embargo, aunque la composición fuese mixta, los patricios consiguieron reservarse un lugar preponderante, y asegurarse así el control de las decisiones.
Según las fuentes antiguas, el primer colegio de decenviros gobernó con moderación entre 451 y 450 a. C., y concluyó las diez primeras leyes, sometiéndolas a votación popular de los comicios centuriados, y grabándolas en tablas de bronce o de madera.
En efecto, la relación de los Fastos no menciona a los cónsules en estos años, sino a una magistratura colegiada compuesta de diez miembros, con el título de decemviri legibus scribundis consulari potestate. La tradición la considera un éxito de la plebe en su tradicional lucha con los patricios. Dicha magistratura dejaba en suspenso a todas las demás y no era apelable.

## Segundo colegio
Para completar estas leyes, se organizaron elecciones al año siguiente, para designar nuevos decenviros. Apio Claudio se volvió a presentar, contrariamente a la costumbre de no ostentar una magistratura dos años seguidos. Sin embargo, se hizo reelegir, tras una activa campaña de propaganda. Dionisio de Halicarnaso afirma que el segundo colegio contaba con tres plebeyos, lo que contradice a Tito Livio, que afirma que eran todos patricios. Los decenviros empezaron a actuar en los idus de mayo de 450 a. C..
Durante este período, los decenviros abusaron de su poder, y gobernaron con despotismo, despreciando a la plebe, e ignorando al Senado. Al cabo del año, añadieron dos nuevas leyes a las precedentes, de donde surge el nombre de Ley de las XII Tablas. Según Diodoro de Sicilia, estas dos leyes no fueron añadidas hasta el año siguiente, por los cónsules que sucedieron a los decenviros.
Las XII Tablas no forman un código legal, sino una sucesión de normas de todo tipo de derecho: procesal, familiar, sucesorio, de propiedad, y penal, muchas de las cuales ya existían con anterioridad. Fueron inscritas en doce tablas que estaban expuestas en la curia en el foro romano, y su estudio era obligatorio. Su objetivo principal era sustituir el derecho consuetudinario por el escrito, y no tanto obtener la igualdad jurídica, pues se mantenía la desigualdad en algunas disposiciones, no sólo entre patricios y plebeyos, sino también entre absidui y proletarii.
El texto completo se ha perdido, pero el contenido es conocido por la gran cantidad de fragmentos que han perdurado y que permiten hacerse idea del conjunto.

### Dimisión y restablecimiento del consulado
Al saber la noticia de la muerte de Virginia, hija de un centurión, de la que se consideró responsable al decenviro Apio Claudio, los soldados de una columna del ejército en la frontera de los ecuos y los volscos se amotinaron y vinieron a acampar en el Monte Aventino romano. Otro movimiento similar agita un ejército dirigido por jefes plebeyos en campaña contra los sabinos. Los dos ejércitos pasan al Monte Sacro, amenazando con convertir la insurrección en secesión. Ante esta situación, los decenviros se ven obligados a dimitir, y se suicidan o son condenados al exilio.
Tras la eliminación de los decenviros, se organizan elecciones consulares, bajo la presidencia del Pontifex Maximus. Según la tradición, los cónsules elegidos son Lucio Valerio Potito, y Marco Horacio Barbato. Estos consiguieron calmar a los insurgentes, prometiendo el restablecimiento de las principales libertades.